# Rosemarie Taupadel
Rosemarie Taupadel (Oost-Berlijn, 25 februari 1952) is een schaatsster uit Oost-Duitsland. Ze vertegenwoordigde haar vaderland op de Olympische Winterspelen 1972 in Sapporo.

## Resultaten

### Olympische Spelen
| Jaar | Plaats  | Resultaten                                  |
| ---- | ------- | ------------------------------------------- |
| 1972 | Sapporo | 12e 1000 meter 5e 1500 meter 15e 3000 meter |

### Wereldkampioenschappen
| Jaar | Plaats     | Resultaten   |
| ---- | ---------- | ------------ |
| 1969 | Grenoble   | 15e Allround |
| 1972 | Heerenveen | 18e Allround |

### Europese kampioenschappen
| Jaar | Plaats    | Resultaten   |
| ---- | --------- | ------------ |
| 1971 | Leningrad | 12e Allround |
| 1972 | Inzell    | 10e Allround |

### Duitse kampioenschappen
| Jaar | 500 m  | 1000 m | 1500 m | 3000 m | Allround |
| ---- | ------ | ------ | ------ | ------ | -------- |
| 1969 | -      | -      | -      | -      | Zilver   |
| 1971 | Zilver | Zilver | Zilver | Zilver | -        |
| 1972 | Zilver | Zilver | Goud   | Goud   | -        |

## Persoonlijke records
| Afstand    | Tijd    | Datum           | Baan   |
| ---------- | ------- | --------------- | ------ |
| 500 meter  | 44,84   | 15 januari 1972 | Inzell |
| 1000 meter | 1.30,18 | 15 januari 1972 | Inzell |
| 1500 meter | 2.20,69 | 15 januari 1972 | Inzell |
| 3000 meter | 5.01,86 | 15 januari 1972 | Inzell |